# Atroposz

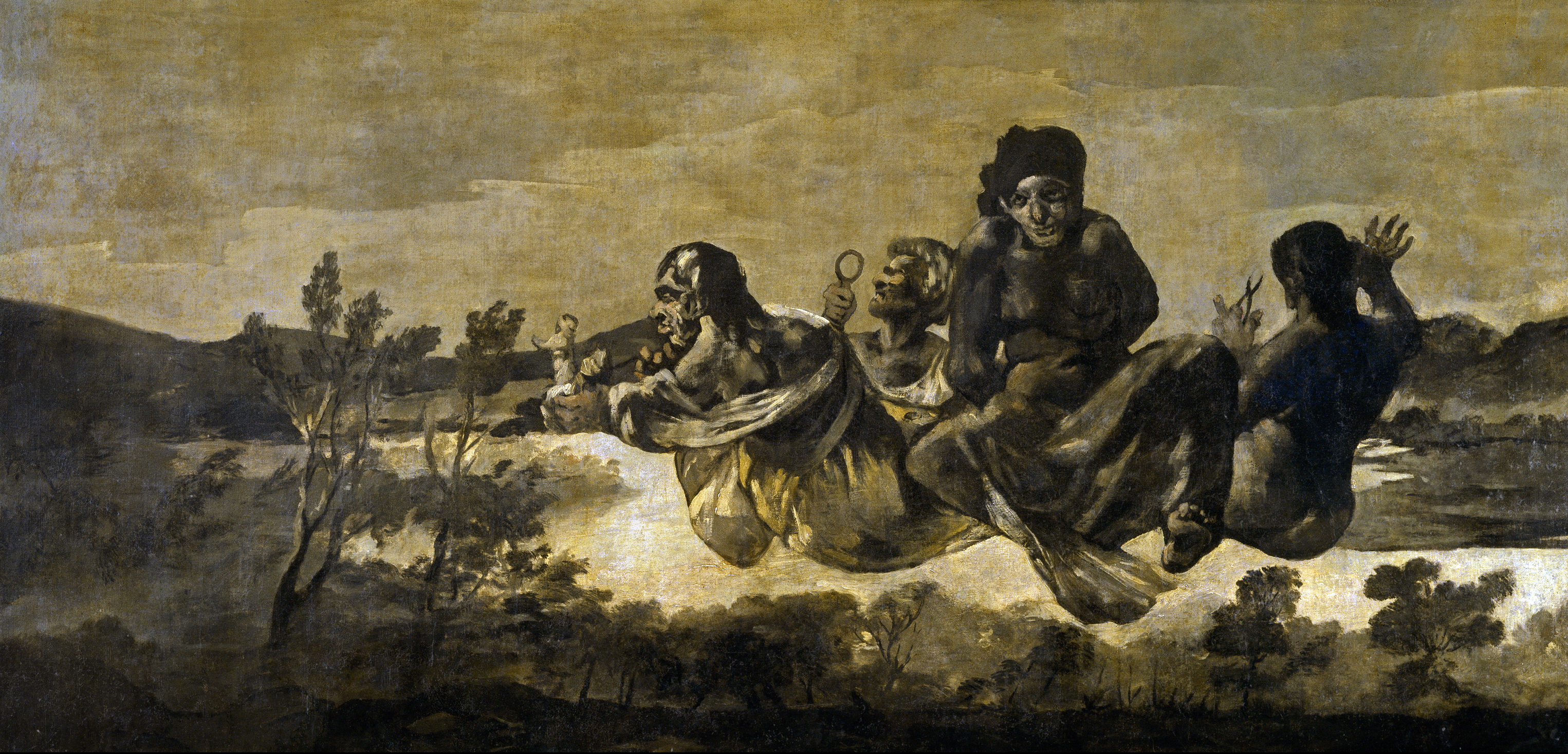
Atropos (jobbra) Francisco de Goya A sorsok (1819-20) című festményén

Atroposz a görög mitológiában Zeusz és Ananké istennő leánya. A Moirák, vagy latin nevükön a Párkák egyike. Testvérei Klóthó és Lakheszisz. Más források szerint a főisten Themisszel, a rend istennőjével nemzette a három sorsistenséget.
Ők hárman voltak a sors istennői, a sors fonalának felügyelői és nem annak meghatározói. A sors vezetésébe nem engedtek senkinek sem beleszólást, és néhol még magát Zeuszt is megszorították. Atroposz mellékneve lett a hajthatatlan és az elkerülhetetlen, hiszen ő vágta el gyűlölt ollójával az élet fonalát. Leggyakrabban tehát őt környékezték meg az istenek, hogy egyes halandókat az életbe visszahozzanak, de Atroposz nem engedett senkinek sem. Aszklépiosz azonban megszegte az isteni törvényeket, amiért Atroposz megkérte apját, Zeuszt, hogy állítsa helyre a sors összekuszálódott fonalait, és büntesse meg Aszklépioszt, aki visszaadta egy halandó életét.
A római mitológiában párkák néven szerepelnek, és nevük sorra Nona, Decuma és Morta. Atroposz latin neve tehát Morta volt. Feltűnő a hasonlóság a görög moirák az ógermán nornák között.
Atroposz után kapta a nevét az atropin – a vegetatív idegrendszer működését módosító gyógyszerek egyike –, mivel potenciálisan halálos méreg.

## Kapcsolódó lapok
- Klóthó
- Lakheszisz